# Leon Bokiewicz
Leon Bokiewicz (ur. 1820 r. w Chełmie, zm. 6 grudnia 1879 r. w Jadowie) – polski lekarz i etnograf.
Ukończył gimnazjum w Lublinie, a następnie w obliczu ograniczonego przez zaborców dostępu do szkolnictwa wyższego dla Polaków na terenie Królestwa Polskiego, podjął studia medyczne w Moskwie. Do kraju powrócił w 1847 roku i rozpoczął praktykę lekarską w Kraśniku Lubelskim. Poślubił Florentynę, z domu Trzeszkiewicz, z którą doczekał się kilkorga dzieci. 

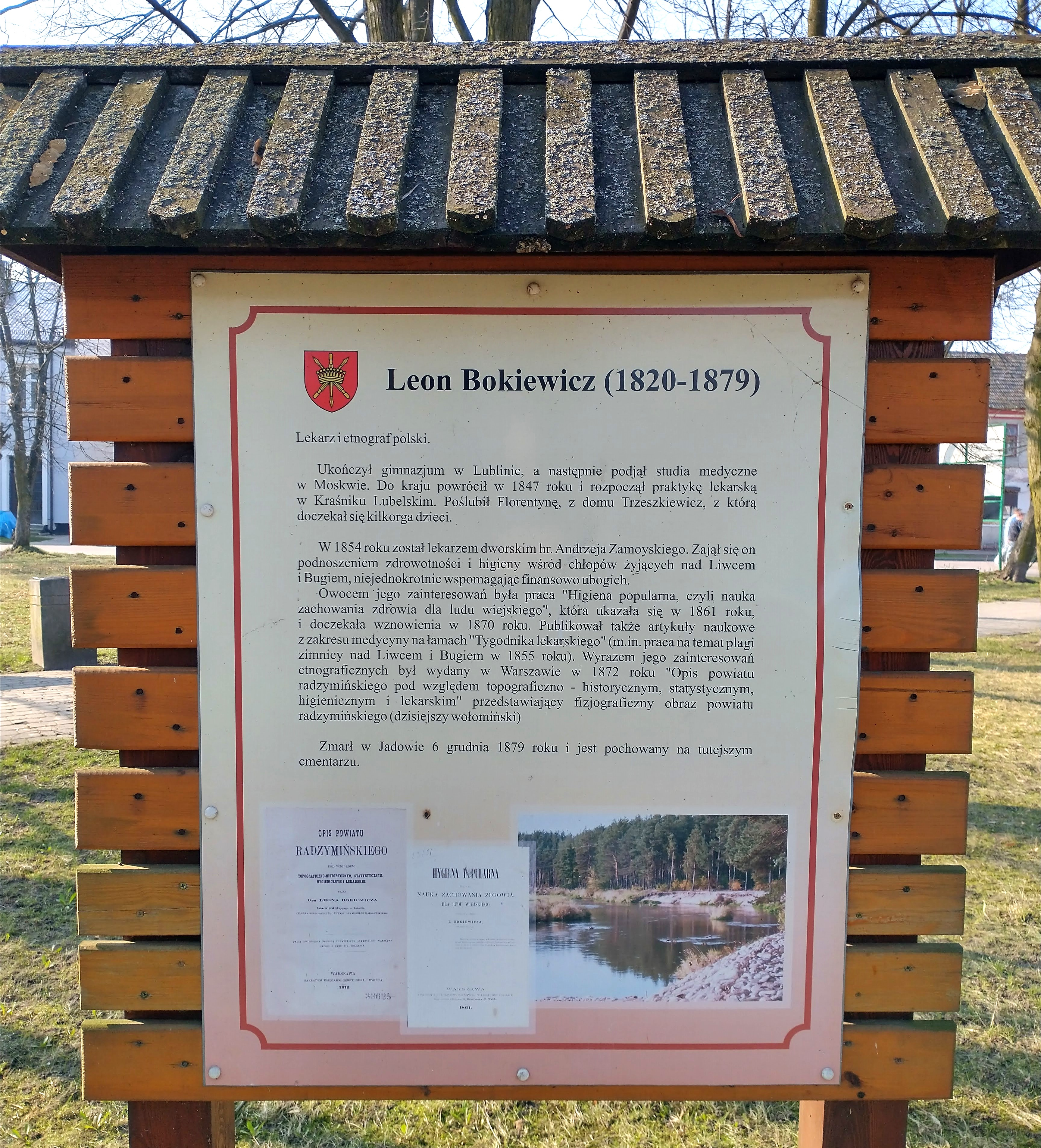
Tablica na rynku w Jadowie

W 1854 roku został lekarzem dworskim właściciela dóbr jadowskich i polityka konserwatywnego hr. Andrzeja Zamoyskiego. Pozytywista i społecznik, zajął się podnoszeniem zdrowotności i higieny wśród chłopów żyjących nad Liwcem i Bugiem, niejednokrotnie wspomagając finansowo ubogich. Owocem jego zainteresowań kwestią niskiej zdrowotności ludności wiejskiej była praca "Higiena popularna, czyli nauka zachowania zdrowia dla ludu wiejskiego", która ukazała się w 1861 roku, i doczekała wznowienia w 1870 roku. Publikował także artykuły naukowe z zakresu medycyny na łamach "Tygodnika lekarskiego" (m.in. praca na temat plagi zimnicy nad Liwcem i Bugiem w 1855 roku). Wyrazem jego zainteresowań etnograficznych był wydany w Warszawie w 1872 roku "Opis powiatu radzymińskiego pod względem topograficzno-historycznym, statystycznym, higienicznym i lekarskim" przedstawiający fizjograficzny obraz powiatu radzymińskiego (dzisiejszy wołomiński) z uwzględnieniem stanu zagraryzowanych miasteczek, komunikacji i budownictwa na tych terenach. Publikacja zawiera także omówienie życia codziennego tamtejszych chłopów, ludności małomiasteczkowej, żydowskiej i kolonistów niemieckich.
Zmarł w Jadowie 6 grudnia 1879 roku i jest pochowany na tamtejszym cmentarzu. 